# Wikipedia trở thành Di sản Thế giới

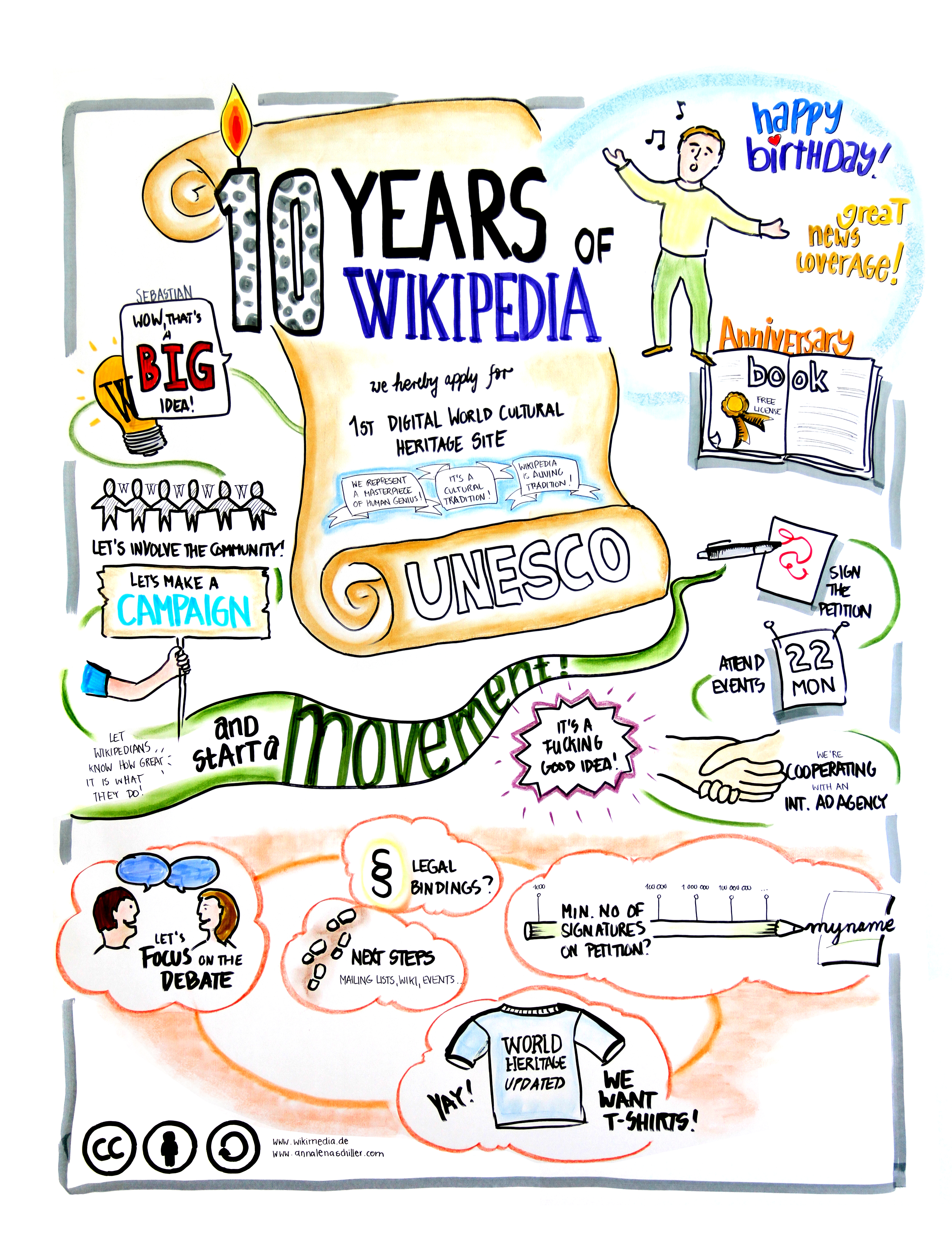
Hình ảnh giới thiệu sự trợ giúp danh sách Wikipedia tại Hội nghị Wikimedia ở Berlin năm 2011

Wikipedia trở thành Di sản Thế giới (tiếng Anh: Wikipedia for World Heritage) đề cập đến việc tiến hành những nỗ lực để Wikipedia được liệt kê là Di sản Thế giới của UNESCO. Ban đầu, ý tưởng này được Wikimedia Foundation đề xuất cho chi hội Wikimedia tại Hội nghị Wikimedia năm 2011 ở Berlin. Một bản kiến nghị trực tuyến đã được bắt đầu tại Wikipedia tiếng Đức vào ngày 23 tháng 5 năm 2011. Sự đề xướng này được coi là lần đầu tiên dành cho một thực thể kỹ thuật số và dự kiến sẽ gây tranh cãi với những người duy trì danh sách khá bảo thủ.
Jimbo Wales đã tuyên bố rằng "ý tưởng cơ bản phải công nhận rằng Wikipedia là hiện tượng văn hóa toàn cầu tuyệt vời này đã biến đổi cuộc sống của hàng trăm nghìn người."
Nếu Wikipedia không được liệt kê là Di sản Thế giới và UNESCO đã từ chối đơn đăng ký của nó vì nó không đáp ứng hầu hết các tiêu chí thì nên nộp đơn xin vào Danh sách Di sản Văn hóa Phi vật thể theo UNESCO.